# Самгородоцька сільська рада (Смілянський район)
Самгородо́цька сільська́ ра́да — адміністративно-територіальна одиниця та орган місцевого самоврядування у Смілянському районі Черкаської області. Адміністративний центр — село Самгородок.

## Загальні відомості
- Населення ради: 585 осіб (станом на 2001 рік)

## Населені пункти
Сільській раді підпорядковані населені пункти:
- с. Самгородок

## Склад ради
Рада складається з 14 депутатів та голови.
- Голова ради:
- Секретар ради: Валявська Галина Антонівна

### Керівний склад попередніх скликань
| Прізвище, ім'я, по батькові       | Основні відомості                                                          | Дата обрання | Дата звільнення |
| --------------------------------- | -------------------------------------------------------------------------- | ------------ | --------------- |
| Сокуренко Олександр Олександрович | Сільський голова, 1949 року народження, член Соціалістичної партії України | 26.03.2006   | 01.11.2007      |
| Шпак Валерій Володимирович        | Сільський голова, 1952 року народження, безпартійний                       | 16.03.2008   | 31.10.2010      |

Примітка: таблиця складена за даними сайту Верховної Ради України

### Депутати
За результатами місцевих виборів 2010 року депутатами ради стали:

#### За суб'єктами висування
| Суб'єкт висування | Кількість обраних депутатів | %   |
| ----------------- | --------------------------- | --- |
| Самовисування     | 14                          | 100 |

#### За округами
| № округу | Прізвище, ім'я, по батькові      | Дата визнання обраним | Освіта             | Партійна приналежність | Відомості про обраного депутата                             |
| -------- | -------------------------------- | --------------------- | ------------------ | ---------------------- | ----------------------------------------------------------- |
| 1        | Декаленко Іван Іванович          | 03.11.2010            | середня            | позапартійний          | приватний підприємець                                       |
| 2        | Наконечна Тетяна Іванівна        | 03.11.2010            | вища               | позапартійна           | Магазин, продавець                                          |
| 3        | Вовк Ванда Йосипіна              | 03.11.2010            | середня спеціальна | позапартійна           | с. Макіївка, будинок культури, художній керівник            |
| 4        | Зарічанська Ольга Анатоліївна    | 03.11.2010            | середня            | позапартійна           | Домогосподарка                                              |
| 5        | Валявський Валерій Володимирович | 03.11.2010            | вища               | позапартійний          | ТОВ «Агро Рось інвест», керуючий Самгородоцьким відділенням |
| 6        | Зайченко Катерина Миколаївна     | 03.11.2010            | середня            | позапартійна           | Домогосподарка                                              |
| 7        | Голяк Надія Антонівна            | 03.11.2010            | середня            | позапартійна           | Магазин, продавець                                          |
| 8        | Стрижаус Одарка Петрівна         | 03.11.2010            | середня спеціальна | позапартійна           | пенсіонер                                                   |
| 9        | Сокуренко Раїса Григорівна       | 03.11.2010            | середня            | позапартійна           | Домогосподарка                                              |
| 10       | Гончаренко Лідія Олександрівна   | 03.11.2010            | вища               | позапартійна           | Самгородоцька сільська рада, бухгалтер                      |
| 11       | Наконечна Людмила Михайлівна     | 03.11.2010            | середня            | позапартійна           | Школа, охоронець                                            |
| 12       | Бойко Наталія Савеліївна         | 03.11.2010            | середня спеціальна | позапартійна           | Сільський будинок культури, бібліотекар                     |
| 13       | Матюк Наталія Юхимівна           | 03.11.2010            | середня            | позапартійна           | Самгородоцька сільська рада, касир                          |
| 14       | Валявська Галина Антонівна       | 03.11.2010            | вища               | позапартійна           | Самгородоцька сільська рада, секретар                       |

## Природно-заповідний фонд
На землях сільради розташовано геологічна пам'ятка природи місцевого значення Самгородський кар'єр.